# 圣瑞尔
圣瑞尔（法語：Saint-Jure，法語發音：[sɛ̃ ʒyʁ]）是法国摩泽尔省的一个市镇，属于梅斯区。

## 地理
圣瑞尔（48°56'37"N, 6°13'10"E）面积10.61 平方千米，位于法国大東部大區摩泽尔省，该省份为法国东北部内陆省份，是洛林的一部分，西南接默尔特-摩泽尔省，东临下莱茵省，北与卢森堡和德国接壤。
与圣瑞尔接壤的市镇（或旧市镇、城区）包括：塞耶河畔马伊、罗库尔、卢维尼、帕尼莱古万、瑟库尔、维尼。

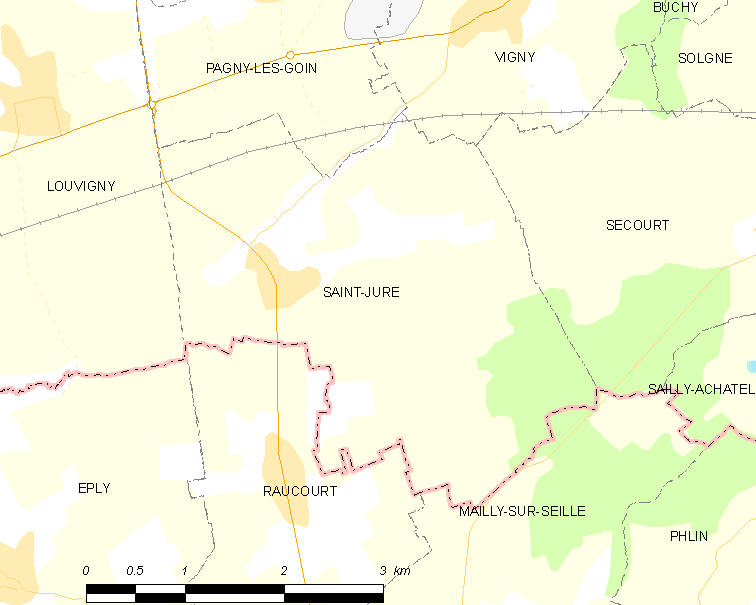
圣瑞尔的OSM定位图

圣瑞尔的时区为UTC+01:00、UTC+02:00（夏令时）。

## 行政
圣瑞尔的邮政编码为57420，INSEE市镇编码为57617。

## 政治
圣瑞尔所属的省级选区为索努瓦县。

## 人口

1962-2008年间圣瑞尔人口变化图示

圣瑞尔于2022年1月1日时的人口数量为281人。